# تپه قوروچی لیک
تپه قوروچی لیک مربوط به سده‌های میانه دوران‌های تاریخی پس از اسلام است و در شهرستان ماهنشان، بخش انگوران، دهستان انگوران، ۵۰۰ متری شرق روستای قره زکی واقع شده و این اثر در تاریخ ۲۷ بهمن ۱۳۸۷ با شمارهٔ ثبت ۲۴۶۰۲ به‌عنوان یکی از آثار ملی ایران به ثبت رسیده است.